# Jougla Point
Der Jougla Point (englisch; französisch Presqu'île Jougla ‚Jougla-Halbinsel‘) ist eine Landspitze an der Westküste der Wiencke-Insel im westantarktischen Palmer-Archipel. Sie bildet die Westseite der Einfahrt zum Alice Creek im Port Lockroy.
Teilnehmer der Vierten Französischen Antarktisexpedition (1903–1905) unter der Leitung des Polarforschers Jean-Baptiste Charcot entdeckten die Landspitze. Charcot hielt sie für eine Halbinsel und benannte sie dementsprechend. Namensgeber ist ein Sponsor seiner Forschungsreise. Das UK Antarctic Place-Names Committee passte diese Benennung 1949 an, nachdem 1944 durchgeführte Vermessungen bei der Operation Tabarin ergeben hatten, dass die Formation für eine Halbinsel zu klein ist.